# Василий Валентин
Василий Валентин (лат. Basilius Valentinus) — легендарный тюрингский бенедиктинский монах-алхимик, якобы живший в XV веке; его многочисленные трактаты получили широкую известность в конце XVI — начале XVII веков, после первых публикаций Иоганном Тёльде (нем. Johann Thölde; ок. 1565—1614), предполагаемым автором первых произведений, приписанных монаху.
Пройдя через опыт нахождения философского камня, Валентин выразил его в таинственных утверждениях «VITRYOL» и «VITRIOLUM» (Visitatis Interiora Terrae Rectificando Invenietis Occultum Lapidem Veram Medicinam) — «Проникай в глубины земные и, очищая, обрети скрытый камень, истинную медицину».
Как алхимик, впервые получил соляную кислоту (spiritus salis) — нагреванием поваренной соли с железным купоросом, изучил её действие на металлы. Впервые подробно описал сурьму, способ её получения из сурьмяного блеска и соединения сурьмы. Описал азотную и серную кислоты, царскую водку, нашатырь, сулему и другие соли ртути, некоторые соединения цинка, олова, свинца, кобальта. Наблюдал «услащение кислот» — взаимодействие спирта и кислот с образованием эфиров.

## Личность
Биографических сведений об их авторе не сохранилось; обычно предполагают, что он был монахом-бенедиктинцем и жил в Эрфурте во второй половине XV века. Некоторые историки ставят под сомнение подлинность приписываемых ему сочинений и самое существование Василия Валентина; предполагается даже, что эти трактаты были написаны разными людьми не ранее второй половины XVI века.
В 1515 году император Максимилиан I предписал собрать справки в бенедиктинских монастырях, не было ли между монахами этих монастырей лица, носившего имя Basilius Valentinus. Справки эти ни к чему не привели, и лишь в 1675 году, некий Gudenus, писавший историю города Эрфурта, нашёл в Эрфурте в списках монастыря Св. Петра (нем. Peterskirche (Erfurt)), принадлежавшего Бенедиктинскому ордену, имя Валентина, жившего в этом монастыре в XV столетии.

### Теории и взгляды
Сочинения Валентина отражают его необыкновенно глубокие познания и труд экспериментатора. Что касается теорий, то автор связывал занятия алхимией с вопросами чисто религиозного характера и считал поиски, например, философского камня возможными лишь для людей глубоко благочестивых.
Всю жизнь человека Валентин сравнивает и считает процессом тождественным с превращением неблагородных металлов в золото; земную жизнь и все несчастия, постигающие человека, Валентин уподобляет процессам, которым нужно подвергнуть металлы для превращения их в золото (вываривание и очищение при помощи ферментаций); могила это то место, где на человека действует путрефакция (то есть сила, вызывающая гниение), освобождающая его от неблагородных составных частей, и наконец бессмертие души — это сублимация (улетучивание) его благороднейших составных частей.
Как учёный исследователь, Валентин стоит на рубеже двух периодов — периода алхимии и периода ятрохимии. Он первым указал на то, что врачи слишком мало занимаются испытанием лекарственного действия различных, искусственно получаемых, веществ. Он же первым выяснял относительность понятия о яде в зависимости от того, имеем ли мы дело с больным или здоровым организмом: данное вещество может быть ядом для здорового и прекрасным лекарством для больного организма.
Химические сведения Валентина были необыкновенно обширны: он обстоятельно изучил мышьяк и некоторые из его соединений; он первый вполне определённо говорит о висмуте и называет цинк; он же первый получил весьма чистую ртуть (подвергая перегонке смесь сулемы с известью), свинцовый сахар, гремучее золото, железный купорос и проч. Особенно обширны исследования Валентина над сурьмой и её препаратами, — первый шаг по пути, который в истории химии носит название «периода медицинской химии или ятрохимии». Заметив, с одной стороны, что можно очищать золото от некоторых «неблагородных» примесей, сплавляя его с сурьмой, а с другой стороны, что многие болезни излечиваются препаратами сурьмы, Валентин сопоставил эти два явления и сделал вывод, что излечение болезни есть «облагораживание» организма в такой же мере, в какой очищение золота есть его облагораживание. Отсюда заключение: то, что может облагородить металл, может облагородить и организм, то есть лечить его от болезней.
Изучая обыкновенный спирт, Валентин наблюдал образование эфиров при действии на него кислот; будучи знаком больше всех своих предшественников с методами химического анализа, Валентин указывает на то, что многие из неблагородных металлов, имеющихся в продаже, содержат примесь серебра и золота и что это служит часто причиной заблуждения алхимиков. Это последнее указание должно было, несомненно, играть огромную роль в появлении скептического отношения к «превращению металлов», так как Валентин говорит, что прежде, нежели утверждать состоявшееся превращение данного металла в золото или серебро, нужно убедиться в том, что превращённый металл не содержал этих благородных металлов ещё до своего превращения. Наиболее крупным фактическим открытием Валентина следует, конечно, считать открытие соляной кислоты — вещества, имеющего первостепенное значение и в науке, и в практике.

## Сочинения

### Издания
Неизвестно, писал ли Валентин свои сочинения на латинском, или на немецком языке.
- «Триумфальная колесница антимония» (лат. Currus triumphalis antimonii; нем. Triumphwagen des Antimonii; Лейпциг, 1604)
- «Книга двенадцати ключей» (Duodecim Claves; нем. изд. 1600) — включает 12 частей (книг) с иллюстрациями и описывает путь к реализации алхимического Великого делания.
- «Азот» (Azoth, 1624)
- «О великом камне древних мудрецов» (De magno lapide antiquorum Sapientum; «Von dem grossen Stein der urhalten Weisen»)
  - (Repetitio de magno lapide antiquorum sapientum; «Wiederholung, von dem grossen Stein der uralten Weisen»)
- «Последнее завещание» (Testamentum ultimum; «Letztes Testament»; Иена, 1626; англ. перевод — Лондон, 1671)
- «Раскрытие тайных приёмов» (Apocalypsis Chemica; «Offenbarung der verborgenen Handgriffe»)
- «Трактат о естественных и сверхъестественных предметах металлов и минералов» (Tractatus de rebus naturalibus et supernaturalibus metallorum et mineralorum)
- «О микрокосме» (De microcosmo)
- «О тайной философии» (De occulta philosophia)
- «Schlussreden» (Conclusiones; Эрфурт, 1622)

### Двенадцать ключей Валентина
|                                                                     |  |  |  |  |  |
| Из книги «Двенадцать ключей» (лат. Duodecim Claves; нем. изд. 1600) |  |  |  |  |  |

|  |  |  |  |  |  |

### Публикации на русском языке
- Василий Валентин. Двенадцать ключей мудрости / Пер. В. А. Каспарова. М.: Беловодье, 1999.
- Василий Валентин. Алхимические трактаты / Пер. В. Э. фон Эрцен-Глерона. К.: Автограф, 2008.